# Michael Tylo
Michael Edward Tylo (ur. 16 października 1948 w Detroit, zm. 28 września 2021 w Henderson) – amerykański aktor telewizyjny i filmowy.

## Wczesne lata
Urodził się w Detroit w stanie Michigan jako najstarsze z dzieci Margaret i Edwarda Tylo, hydraulika. Dorastał na przedmieściach Detroit wraz z trzema braćmi – Markiem, Samem i Alanem oraz dwiema siostrami – Terri i Sarą. W szkole średniej jeden z nauczycieli, ks. Schubert, wprowadził go do teatru. Odkąd występował w sztukach i na początku swojej kariery zarabiał na życie grając w teatrze regionalnym. Podczas studiów próbował kilka kierunków, ale ostatecznie zdecydował się na aktorstwo i reżyserię. Zdobył tytuł magistra sztuki na Wayne State University w Detroit.

## Kariera
Występował na scenie w kilku produkcjach w Nevada Conservatory Theatre, w tym w The Prime of Miss Jean Brodie, Wieczór Trzech Króli i Come Back, Little Sheba. Był profesorem na Uniwersytecie Nevada w Las Vegas, wykładał na wydziale filmowym Kolegium Sztuk Pięknych. 
W 1980 przyjął rolę Lorda Petera Beltona w operze mydlanej NBC Inny świat (Another World). Przez cztery lata grał postać Quintona Chamberlaina w operze mydlanej CBS Guiding Light (1982-1984).

## Życie prywatne
15 kwietnia 1978 ożenił się z Deborah Eckols, jednak doszło do rozwodu. 7 lipca 1987 poślubił Hunter Tylo, znaną jako dr Taylor Hayes z opery mydlanej CBS Moda na sukces. Mieli troje dzieci: syna Michael Edward 'Mickey' Jr. (ur. 24 kwietnia 1988, zm. 18 października 2007 w wieku 19 lat dostał ataku padaczki i utopił się w basenie na terenie rodzinnej posiadłości w Henderson w stanie Nevada) oraz dwie córki: Isabellę Gabriellę (ur. 12 listopada 1996) i Katyę Ariel (ur. 15 stycznia 1998), u której zdiagnozowano raka oka. Lekarze usunęli uszkodzone prawe oko i rozpoczęli chemioterapię. Jeszcze w tym samym roku guz został wykryty również w drugim oku, jednak zniknął w niewyjaśniony sposób. Katya nosi protezę prawego oka. W 2005 para rozwiodła się. Wraz z Hunter Tylo założył fundację Hunter's Chosen Child dla dzieci z retinoblastomą. 10 października 2010 ożenił się z Rachelle Reichert.
Zmarł 28 września 2021 w Henderson w wieku 72 lat.

## Filmografia

### Seriale TV
- 1980: Inny świat (Another World) jako Lord Peter Belton
- 1982-1984: Guiding Light jako Quinton Chamberlain
- 1986-1988: Wszystkie moje dzieci (All My Children) jako Matt Connolly
- 1989: Na południe od Brazos (Lonesome Dove) jako Dee Boot
- 1989: Szpital miejski (General Hospital) jako Charlie Prince
- 1990-1991: Zorro jako alkad Luis Ramone
- 1990: Zorro jako Vincente Ramone
- 1991: Ogień Gabriela (Gabriel's Fire) jako Daniel Kelly
- 1992-1993: Żar młodości (The Young and the Restless) jako Alexander 'Blade' Bladeson
- 1996: Napisała: Morderstwo (Murder, She Wrote) jako Sonny
- 1996-1997: Guiding Light jako Quint McCord
- 2000: Moda na sukces (The Bold and the Beautiful) jako Sherman Gale
- 2000: Świat nonsensów u Stevensów (Even Stevens) jako Dave Woods
- 2002: Mr. Deeds – milioner z przypadku jako biznesmen w restauracji